# Kaiyuan
Kaiyuan (开远市S, KāiyuǎnP) è una città-contea della Cina, situata nella provincia di Yunnan e amministrata dalla prefettura autonoma hani e yi di Honghe.